# غوان أحمر الوجه
غوان أحمر الوجه (الاسم العلمي: Penelope dabbenei) هو نوع من الطيور يتبع جنس الغوان بنيلوب من فصيلة القرازية.